# Minuartia mutabilis
Minuartia mutabilis är en nejlikväxtart. Minuartia mutabilis ingår i släktet nörlar, och familjen nejlikväxter.

## Underarter
Arten delas in i följande underarter:
- M. m. balcanica
- M. m. lesurina
- M. m. mutabilis
- M. m. stereoneura